# Diga di Erzincan
La diga d'Erzincan è una diga della Turchia. Si trova nella provincia di Erzincan.